# Hold Me (canção de Menudo)
"Hold Me" é uma canção da boy band porto-riquenha Menudo, lançada em 1985 pela gravadora RCA Records, em seu álbum de estúdio Menudo. A canção foi lançada como primeiro single do trabalho, e traz Robby Rosa nos vocais principais. 
A música foi um sucesso de público e crítica, sobre esse feito, o grupo afirmou em entrevista: "Estamos muito felizes de conquistar o primeiro sucesso nos Estados Unidos e que o nosso videoclipe venha sendo exibido em vários canais de televisão, nos sentimos muito orgulhosos de ser o primeiro grupo porto-riquenho que aparece na programação da MTV".
Em 2018, a Billboard classificou a música na 53ª posição em sua lista das "100 Maiores Canções de Boy Band de Todos os Tempos". Em 2020, a revista Rolling Stone classificou a música na 40ª posição em sua lista das "75 Maiores Canções de Boy Band de Todos os Tempos".

## Recepção crítica
Em relação as resenhas dos críticos de música, Suzette Fernandez da revista Billboard afirmou: "A canção em inglês apresentava uma nova geração de membros e um som brilhante de synth-pop, acompanhado de um refrão impossivelmente contagiante, o que a tornou um encaixe perfeito no pop americano de meados dos anos 80." Jason Lipshutz, da mesma revista, comentou: "Uma declaração de amor alegre: Menudo aparece pulando e rodopiando no videoclipe de 'Hold Me', e essa música faz com que os ouvintes queiram fazer o mesmo há décadas."
A revista Cashbox fez considerações sobre a canção duas vezes na sua seção de álbuns da semana, intitulada Feature Picks. Na primeira, datada de 4 de maio de 1985, elogiou o single, destacando que "os cinco jovens cantores do Menudo soam como profissionais experientes nesta música animada para dançar". Ele também afirmou que a canção provavelmente conquistaria ainda mais fãs para o grupo "talentoso". Na segunda resenha, o crítico da revista mencionou que o single seguia a tendência do sucesso do grupo adolescente New Edition. Ele destacou que a faixa incorpora um tema relativamente adulto combinado com uma batida perfeita para o formato CHR (Contemporary Hit Radio) de música dançante.

## Desempenho comercial
Nas paradas musicais da revista Billboard apareceu na Billboard Hot 100 e na Hot R&B/Hip-Hop Songs, nas posições de número 62 e 61, respectivamente. Na parada musical Cash Box Top 100, atingiu a posição de número 61. Em São Francisco, na Califórnia, a música atingiu a primeira posição como mais a canção latina mais tocada na cidade.

## Lista de faixas
- Créditos adaptados da contracapa dos compactos "Hold Me" (1985).[10]

Lado A
| N.º | Título    | Compositor(es) | Duração |  |
| 1.  | "Hold Me" | H. Rice        | 3:59    |  |

Lado B
| N.º | Título                  | Compositor(es)                 | Duração |  |
| 1.  | "When I Dance With You" | C. Villa A. Monroy M. L. Pagán | 3:04    |  |

## Tabelas

### Tabelas semanais
| Tabela musical (1985)                                        | Melhor posição |
| ------------------------------------------------------------ | -------------- |
| Estados Unidos (Billboard Hot 100)                           | 62             |
| Estados Unidos (Hot R&B/Hip-Hop Songs)                       | 61             |
| Estados Unidos (Cash Box Top 100)                            | 61             |
| Estados Unidos (Cash Box Top 100 Black Contemporary Singles) | 56             |